# ناحیه لافایت، شهرستان کولز، ایلینوی
ناحیه لافایت، شهرستان کولز، ایلینوی (به انگلیسی: Lafayette Township) یک منطقهٔ مسکونی در ایالات متحده آمریکا است که در شهرستان کولز، ایلینوی واقع شده‌است. ناحیه لافایت ۴٬۸۲۲ نفر جمعیت دارد و ۲۱۵ متر بالاتر از سطح دریا واقع شده‌است.